# Eschera

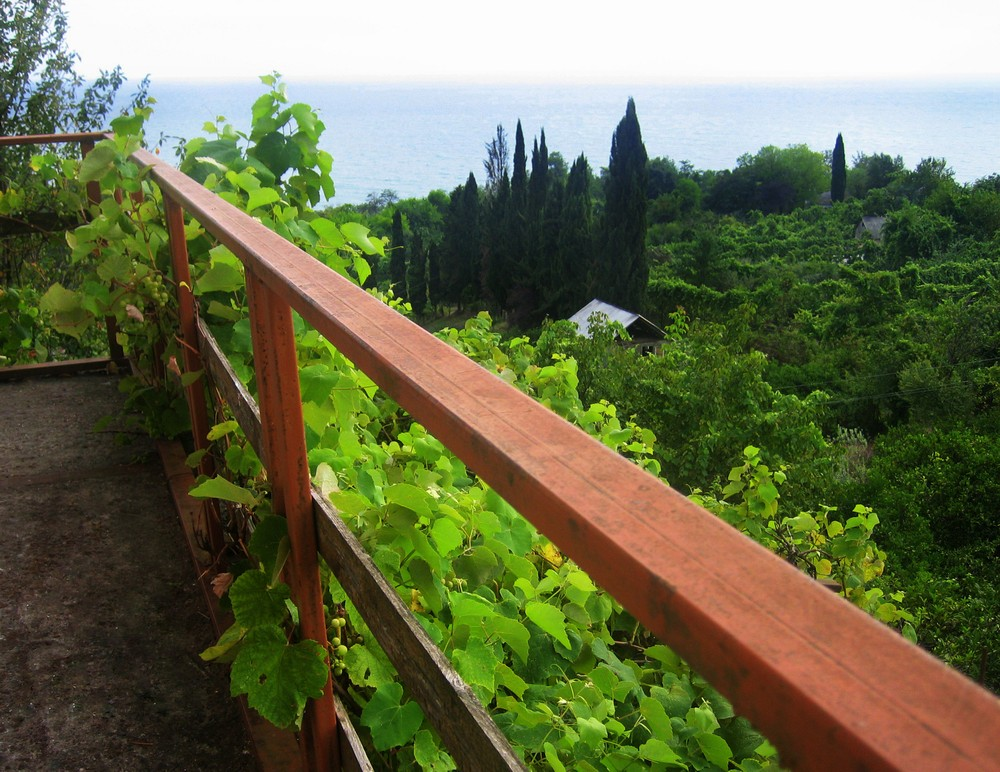
Das Schwarze Meer bei Eschera

Eschera (abchasisch Ешыра; russisch Эшера) ist eine Ortschaft in Abchasien mit etwa 2140 Einwohnern.
Sie liegt im Rajon Suchum am Schwarzen Meer, etwa 16 Kilometer vom Zentrum der Hauptstadt Sochumi entfernt. Eschera ist ein bekannter Kurort, in dem Ort hatte etwa bereits der russische Maler Wassili Wereschtschagin seine Sommerresidenz.
Zur Zeit der Sowjetunion war Eschera ein wichtiger Olympiastützpunkt. Seit 1993 gehört die Ortschaft zum de facto unabhängigen Abchasien, wird jedoch wie ganz Abchasien weiterhin von Georgien beansprucht. Eschera ist Geburtsort von Wladislaw Ardsinba, des ersten abchasischen Präsidenten.
Beim abchasischen Zensus aus dem Jahr 2011 wurde eine Bevölkerung von 2141 Menschen ermittelt. Davon waren 40,9 % Abchasen, 40,8 % Armenier und 10,9 % Russen. Kleinere Minderheiten waren Georgier (1,9 %), Ukrainer (1,2 %) and Griechen (0,6 %).

## Söhne und Töchter von Eschera
- Wladislaw Ardsinba (1945–2010), erster Präsident Abchasiens